# Augustin Duseuil
Pour les articles homonymes, voir Seuil.
Augustin Duseuil (ou Du Seuil) (Méounes-lès-Montrieux, 2 septembre 1673 - Paris, février 1746) est un relieur français célèbre du XVIIIe siècle.

## Famille
Il est le quatrième enfant d'une famille qui en comporta neuf, six filles et trois garçons, tous nés à Méounes entre 1665 et 1685, du mariage d'Honoré Dussueil (1641-1721) avec Isabeau Billon (1647-1697).
Des premières années de la vie du jeune Augustin, les archives ne révèlent rien de particulier. C'est vraisemblablement dans l'enceinte du village avec, parfois, des incursions dans les villages mitoyens habités par d'autres membres de sa famille (Belgentier notamment) que se déroula l'enfance de ce garçon.
Le grand évènement de sa vie personnelle et professionnelle fut, sans aucun doute, son mariage qui consacra son appartenance à une corporation prestigieuse et son alliance avec l'une des plus anciennes et plus notables familles de relieurs du Roi.

Le 23 novembre 1699, en effet, Augustin épouse en l'église Saint-Séverin, au cœur du « quartier de l'Université hors duquel les relieurs ne pouvaient habiter », Françoise Padeloup (1675-1714), fille du maître relieur Philippe Ier Padeloup (1650-1728) et petite-fille d'Antoine Padeloup, reçu maître relieur en 1633.
La rue Saint-Jacques où était son atelier et le quartier de l'Université furent le cadre géographique où, en une unité de lieu quasi totale, se déroula la vie d'Augustin et de sa famille.
De cette union naquirent sept enfants en l'espace de neuf années.

## Carrière
Si l'on en croit les lettres de Jean Billon citées par l'abbé V. Saglietto le jeune homme (Augustin) « vint à Paris, attiré par son cousin Jean Billon de Cancerille, de Signes, qui, par ses longs et courageux voyages en Perse, y jouissait d'un grand crédit. Plein d'ardeur et de fermeté, il parvint, après plusieurs années d'un labeur intelligent chez divers patrons, à créer dans la capitale, un atelier de reliure... »
De son côté Ernest Roquet écrit, à propos de cette période d'apprentissage : « Il ignorait et, nous ne sommes malheureusement pas mieux renseignés que lui à cet égard, comment Dussueil vint à Paris, où il fit son apprentissage; mais il était amené à croire que ce fut chez Philippe Padeloup, parce qu'il en épousait la fille nommée Françoise alors âgée de vingt cinq ans. Ce mariage impliquerait tout au plus que Dussueil travaillait comme compagnon chez le père de sa future; quant au nom du maître dont il fut l'élève, le seul registre des apprentissages qui nous ait été conservé ne mentionnant, à partir de 1677, que les apprentis libraires et imprimeurs, nous avons dû renoncer à le trouver ».
Ainsi devenu parisien, Augustin passa plusieurs années d'initiation, maîtrisant peu à peu la technique de la reliure d'art dans l'atelier d'un maître qui fut, peut-être, parmi les plus grands de son époque.
Si l'on ignore la date à laquelle Augustin se fit recevoir maître, on observe que l'acte de décès de son épouse, en 1714, le qualifie de « relieur de Charles de France (1686-1714) et de Madame la Duchesse de Berry » (mariés en 1710, le duc mourut en 1714 et la duchesse en 1719).
La duchesse de Berry, fille du Régent, eut un rôle très important dans la carrière d'Augustin à qui elle confia la reliure d'un grand nombre de volumes sur lesquels il put manifester ses talents et gagner la faveur de son illustre cliente. Pour elle, il composa des reliures somptueuses portant toutes les « armes de France, à la bordure engrêlée de gueule, qui est de Berry, accolées d'Orléans » et au dos les lettres « M.L » entrelacées.
La duchesse de Berry intervint auprès du Régent pour qu'une distinction particulière soit conférée  à Augustin Dusseuil.
On sait qu'il existait plusieurs degrés dans la hiérarchie de la corporation des relieurs : au-dessus des « relieurs suivant la Cour » nommés par le grand prévôt, se trouvaient les « relieurs ordinaires » désignés par le roi. Un usage s'était établi suivant lequel il n'y avait que deux relieurs ordinaires à la fois. Or, alors qu'aucune vacance ne s'était produite, la duchesse de Berry obtint du Régent qu'Augustin fut nommé relieur ordinaire du Roi, à côté des deux titulaires alors en activité. Un brevet officiel daté du 26 février 1717  fut alors délivré dont l'original est conservé aux Archives Nationales.
Ainsi distingué par le Régent, Augustin Duseuil développa une activité très intense et sa réputation grandissait chaque jour, ses reliures étant très recherchées tant à Paris qu'à l'étranger. Parmi les amateurs étrangers, ceux de Grande-Bretagne furent les plus nombreux à la suite notamment, de la vente à des libraires britanniques, de la bibliothèque de Charles-François de Loménie de Brienne, évêque de Coutances, décédé le 7 avril 1720. Le chapitre ayant besoin d'argent pour restaurer la cathédrale, « se dépêcha de vendre en bloc la bibliothèque épiscopale aux libraires anglais James Woodman et David Lyon qui l'emportèrent à Londres » alors que le cardinal Dubois avait d'abord interdit la vente de ces livres par un arrêt du Conseil d'État du 23 avril 1723.
Dans la perspective de la première vente interdite par le Ministre du Régent, Augustin fut chargé de la reliure d'environ 400 volumes dont 140 in folio, 155 in 4 et 145 in 8 et 12.
Dans leur catalogue, les libraires anglais indiquèrent que la vente comportait des livres en excellente condition « nouvellement et très joliment (nicely) couverts, dessus et dedans, en maroquin, par le fameux Duseuil ». Le nom d'Augustin devint alors célèbre en Angleterre au point que l'écrivain anglais Pope  écrivait dans sa Quatrième Épitre morale que le comble de la gloriole pour les collectionneurs riches et maniaques est de « posséder dans leur bibliothèque... des volumes reliés par Duseuil » (Thoinan).
C'est à la mort de Louis-Joseph Dubois, relieur ordinaire du Roi, qu’Augustin recueille la place vacante par un nouveau brevet du 15 février 1728
Augustin compte alors dans sa clientèle presque tous les bibliophiles de son temps. Il devint celui du roi Louis XV de 1728 à 1746. Il travailla aussi pour les grands bibliophiles de son époque, entre autres l'abbé de Rothelin et le comte d'Hoym. Il fut aussi relieur de l'Ordre du Saint-Esprit à partir de 1740.
Dans l'inventaire après son  décès du 18 avril 1746 conservé au Minutier central parisien, il est dit que tous ses outils et ustensiles de sa profession ont été donnés « de son vivant et peu de temps avant son décès. »

## La reliure à la Duseuil

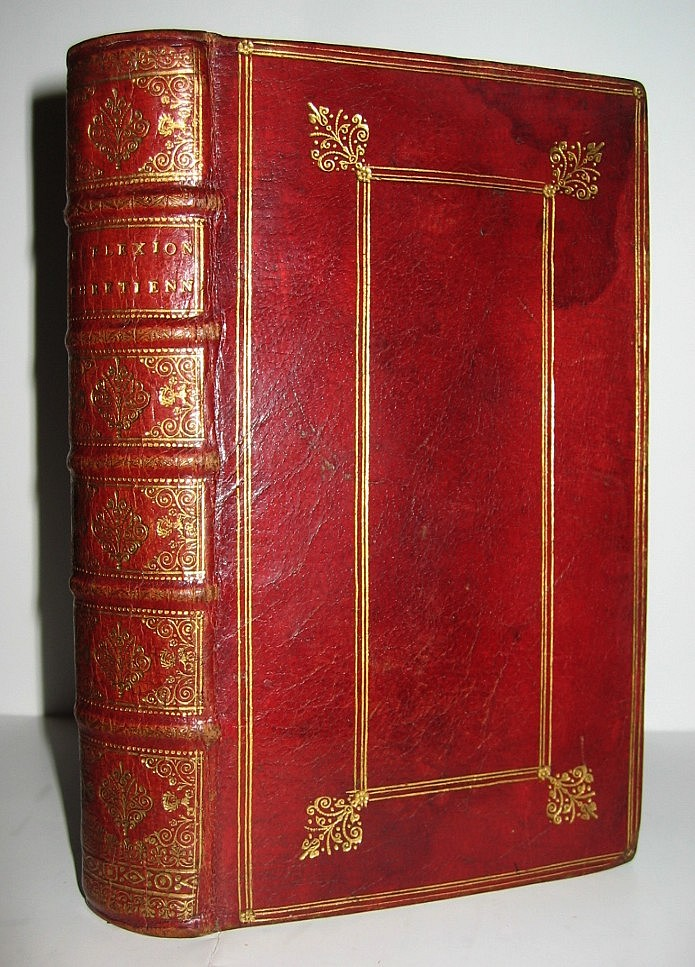
Reliure à décor à la Du Seuil

De ses reliures, on admirait « la perfection de ses corps d'ouvrage, la délicatesse de sa couvrure, la qualité de ses maroquins, l'élégance et le fini de ses dorures… ».
La célébrité d'Augustin qui survécut à sa mort, est sans doute à l'origine d'une erreur technique et historique apparue au début du XIXe siècle, et si fréquemment répétée par les catalogues qu'elle semble maintenant irréversible. Il s'agit du décor dit « à la Du Seuil » (orthographié de diverses manières) auquel Augustin fut totalement étranger. Défini comme « un encadrement intérieur avec fleurons d'angles en dehors », cet ornement était en fait utilisé dès le XVIe siècle.
Il est maintenant très difficile d'authentifier de manière indiscutable tous ces ouvrages tant recherchés jadis. Aucun volume ne porte en effet son nom, ni sa marque ni un quelconque indice assurant de l'origine de la reliure ou de la dorure. Quant aux fers, aux formes souvent originales, ils ne peuvent non plus être retenus comme éléments d'identification puisqu'ils passaient fréquemment d'ateliers en ateliers. « On n'aura de certitude à cet égard qu'au moyen de reliures justifiées comme son œuvre par des comptes émanant de sources incontestables, à moins que ce ne soit par des volumes aux armes de Loménie décrits au catalogue de 1724 sous son nom . »
Une reliure est dite « à la Du Seuil » lorsqu'elle  possède les  éléments suivants :
- Reliure en maroquin, en général brun ou rouge ;
- Encadrement extérieur de deux ou trois filets sur les plats, très proche des bords ;
- Encadrement intérieur similaire, sur les plats, avec un fleuron aux quatre coins ;
- Le dos, comme souvent à l'époque, est à nerfs apparents avec des décors de fleurons.

## Sources
- Archives départementales du Var
- Archives nationales (Série O.1.72)
- Minutier Central Parisien (Étude XLIX-417, ET LXXIII)
- Généalogie de la famille Dussueil (Geneanet.org)